# Magali Baton
Magali Baton (ur. 13 marca 1971) – francuska judoczka. Olimpijka z Atlanty 1996, gdzie zajęła dziewiąte miejsce w wadze lekkiej.
Brązowa medalistka mistrzostw świata w 1997; siódma w 1999; uczestniczka zawodów w 2001. Druga w drużynie w 1998 i trzecia w 1997. Startowała w Pucharze Świata w latach 1991, 1993 i 1995-2001. Zdobyła osiem medali na mistrzostwach Europy w latach 1993 - 2000; w tym trzy medale w drużynie. Trzecia na uniwersjadzie w 1995, a druga na akademickich MŚ w 1996. Mistrzyni Francji w 2001 roku.

## Letnie Igrzyska Olimpijskie 1996
| Konkurencja | Eliminacje               | Repasaże            | Repasaże                   | Klas. końcowa |
| Konkurencja | Przeciwnik I             | Przeciwnik I        | Przeciwnik II              | Miejsce       |
| ----------- | ------------------------ | ------------------- | -------------------------- | ------------- |
| 56 kg       | Driulis González (CUB) P | Jessica Gal (NED) Z | Nicola Fairbrother (GBR) P | 9.            |